# Holmskioldia sanguinea
Holmskioldia sanguinea är en kransblommig växtart som beskrevs av Anders Jahan Retzius. Holmskioldia sanguinea ingår i släktet Holmskioldia och familjen kransblommiga växter. Inga underarter finns listade i Catalogue of Life.

## Bildgalleri

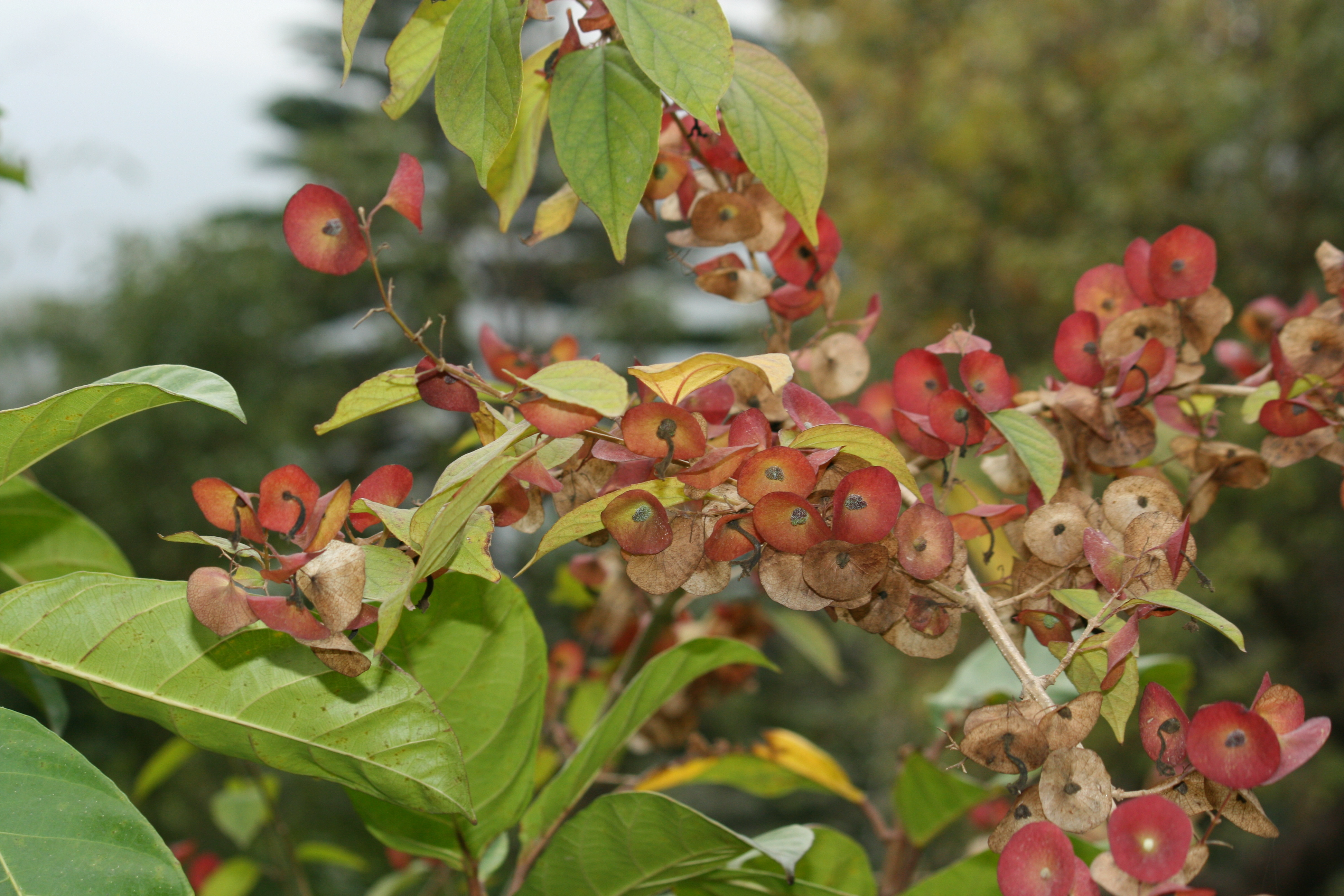
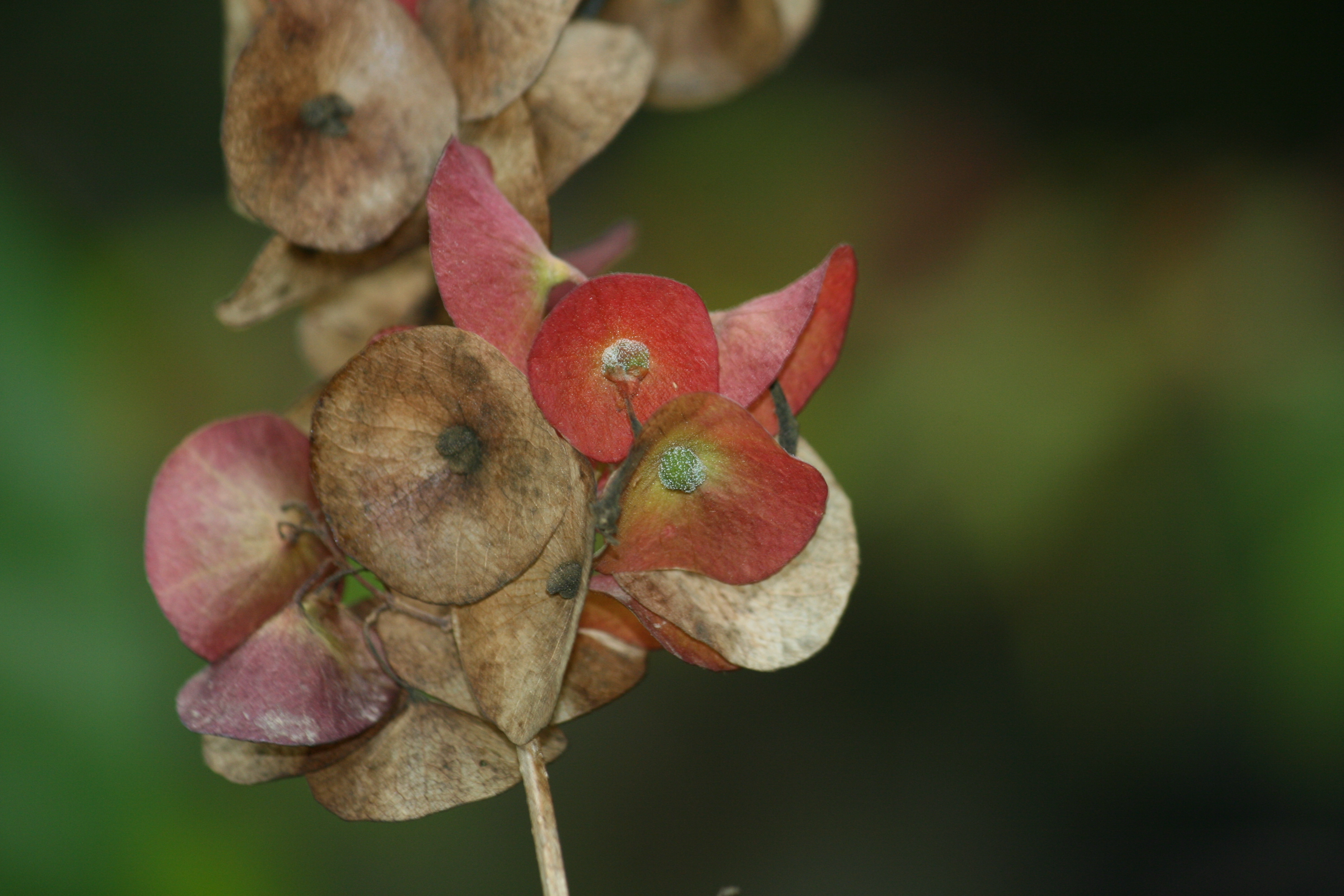
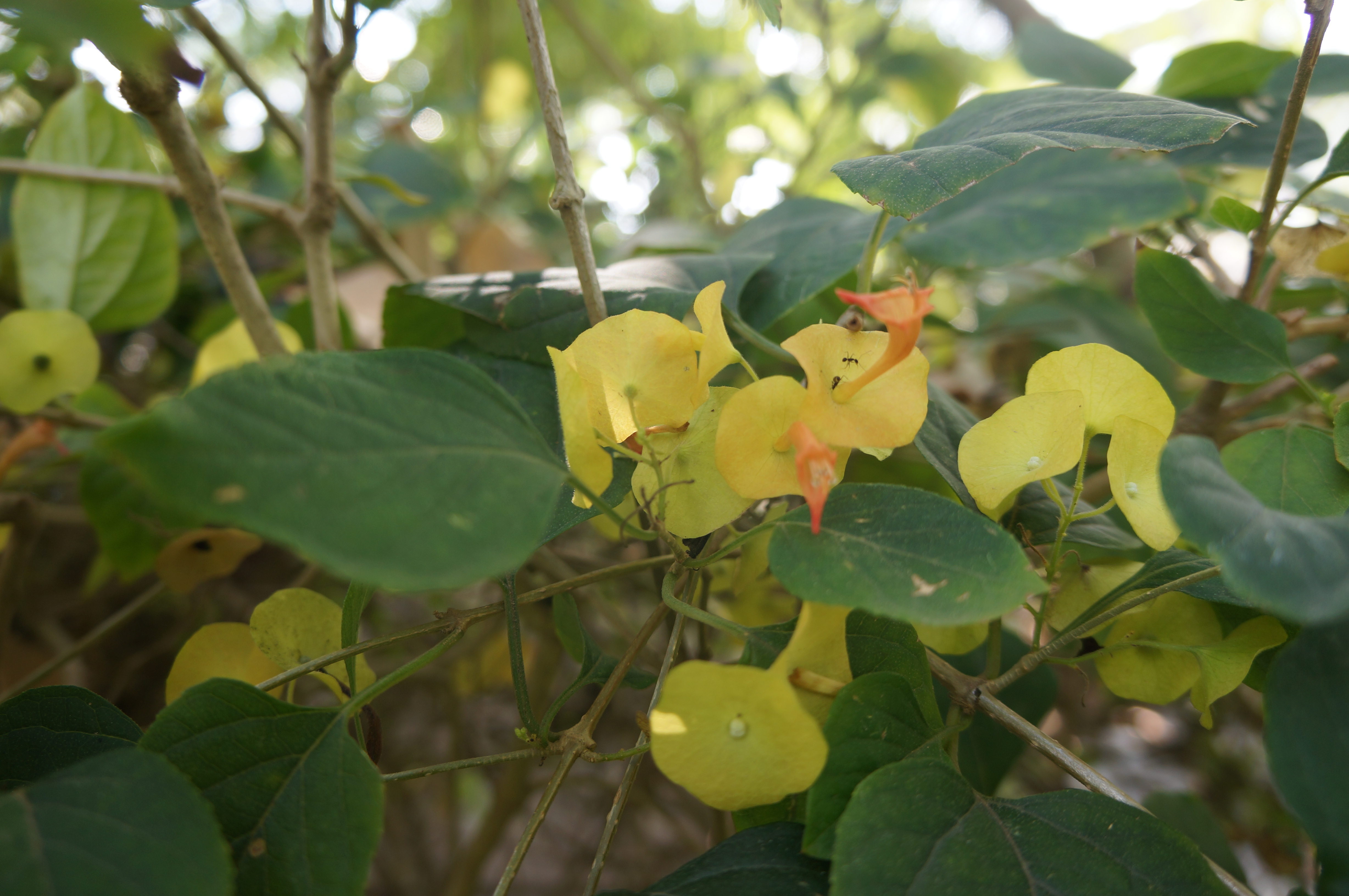
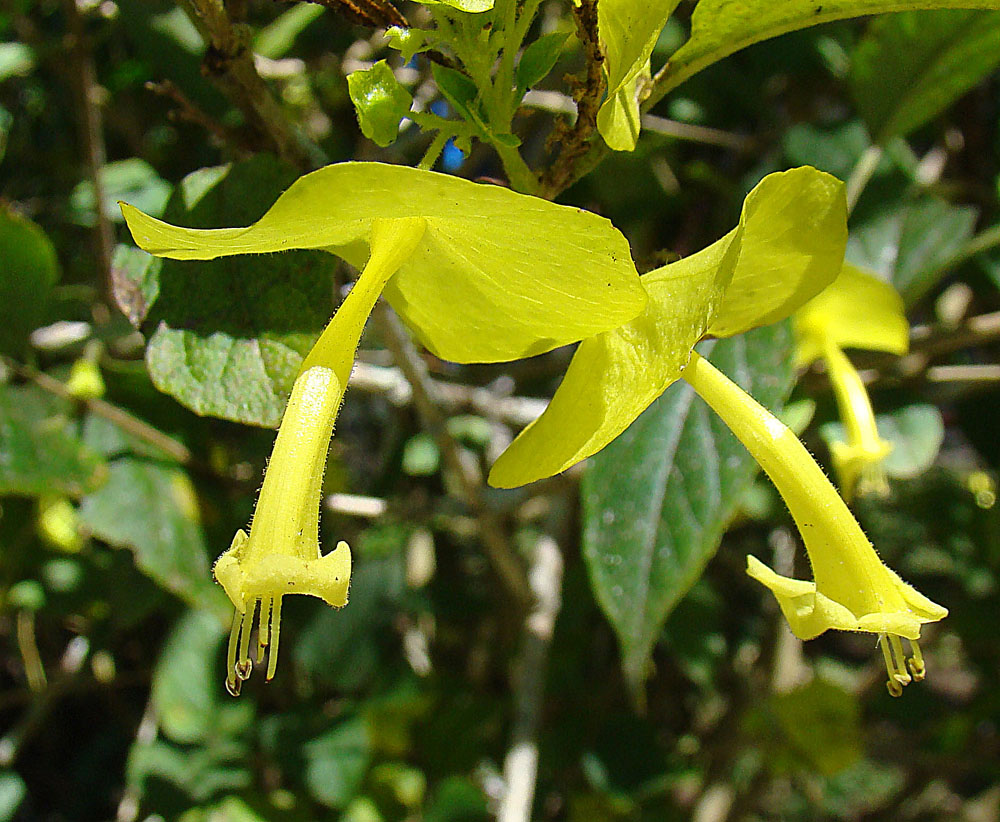
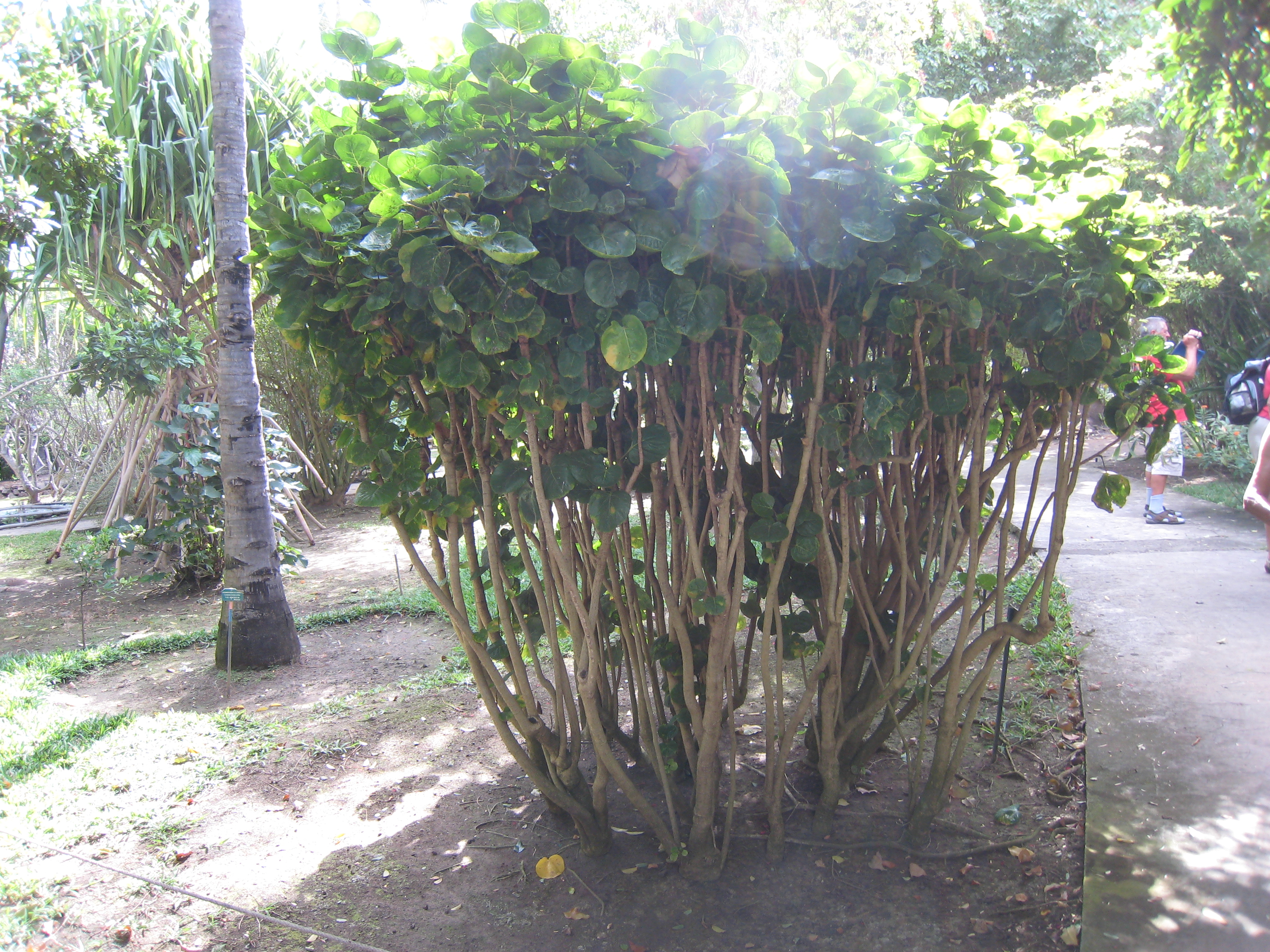
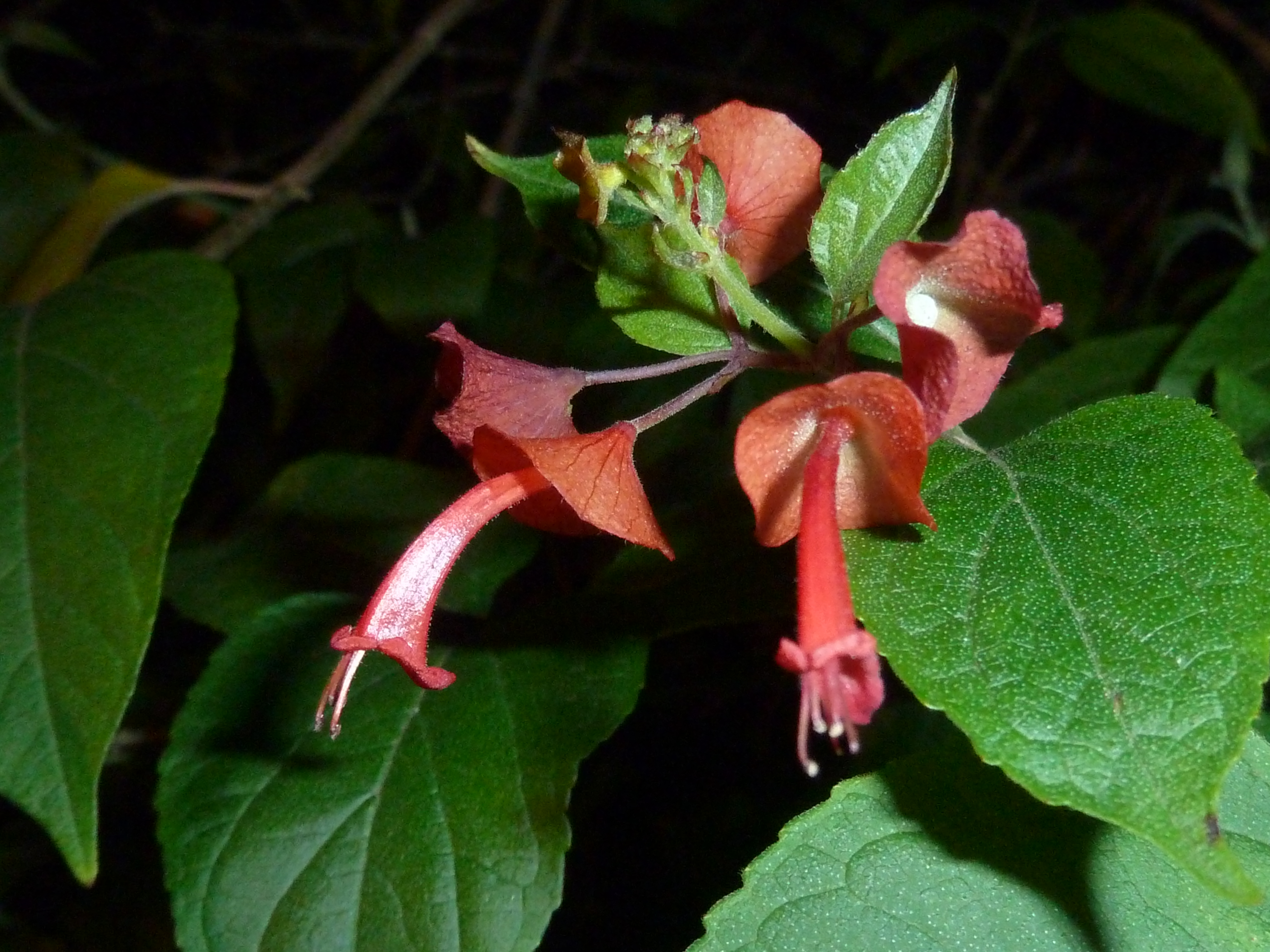